# Lin Chia-yu

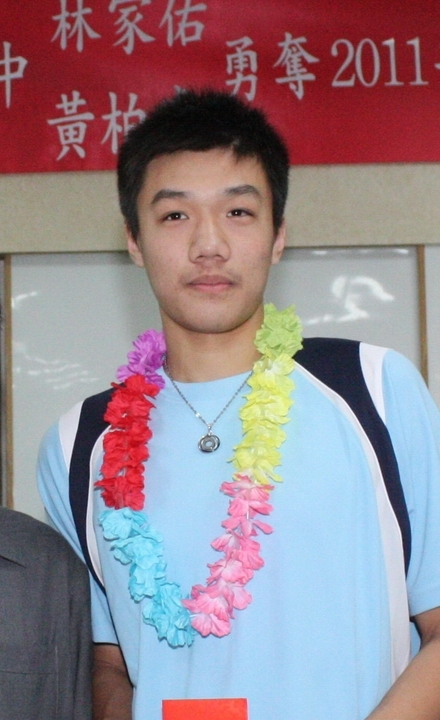
Lin Chia-Yu, 2020

Lin Chia-yu (chinesisch 林家佑, Pinyin Lín Jiāyòu; * 30. Juni 1993) ist ein taiwanischer Badmintonspieler.

## Karriere
Lin Chia-yu gewann bei der Junioren-Badmintonasienmeisterschaft 2011 den Titel im Herrendoppel mit Huang Po-jui. Bei den Malaysia International 2011 wurde er Dritter im Doppel mit Wang Chia-min, während er bei den Chinese Taipei Open 2011 schon in der ersten Runde ausschied. Bei den Macau Open 2012 wurde er Neunter im Mixed mit Wang Pei-rong.

## Referenzen
- Lin Chia-yu beim Badminton-Weltverband

| Personendaten    | Personendaten                 |
| ---------------- | ----------------------------- |
| NAME             | Lin, Chia-yu                  |
| ALTERNATIVNAMEN  | 林家佑                        |
| KURZBESCHREIBUNG | taiwanischer Badmintonspieler |
| GEBURTSDATUM     | 30. Juni 1993                 |